# Henri Coiffier de Ruzé
Henri Coiffier de Ruzé d'Effiat, marquis Cinq-Mars (1620 – 12 de septiembre de 1642), fue un “favorito” del rey Luis XIII que organizó, sin éxito, la última conspiración contra el poderoso primer ministro, el Cardenal Richelieu.
Cinq-Mars, era hijo del mariscal Antoine Coiffier-Ruzé, marqués de Effiat, un amigo cercano de Richelieu que, tras la muerte de su padre sucedida en 1632, tomó a éste bajo su tutela.
En 1639, Richelieu introdujo en la Corte al joven Cinq-Mars a fin de que estuviera cerca del rey y consiguiera llegar a ser su “favorito” (un amigo íntimo, habitualmente afecto a la corte que gozaba de una mayor influencia respecto a las decisiones del rey). Cinq-Mars fue nombrado, enseguida, Gran maestre de la Garde-Robe, primer escudero, posteriormente fue elegido como Gran escudero de Francia; Luis XIII le ofreció, también, el condado de Dammartin.
Cinq-Mars se unió a François de Thou y a Gastón de Francia para conspirar con los españoles. El plan concebido era el de destituir o asesinar a Richelieu, y firmar la paz con España que incluiría una restitución recíproca de los territorios ocupados. Los españoles reunieron y concentraron un ejército de 18.000 hombres en la región de Sedan con el fin de apoyar y ayudar a los conjurados. En la batalla de La Marfée, librada el 6 de julio de 1641, se enfrentó el ejército realista francés contra los rebeldes coaligados con tropas hispano-imperiales, saldada con derrota total de las fuerzas del rey de Francia.
Una carta (que tenía que ser secreta) del marqués fue interceptada por la policía de Richelieu. Traicionada la confianza de Luis XIII y de Richelieu, Cinq-Mars fue juzgado y decapitado en Lyon, junto con François de Thou, el 12 de septiembre de 1642.
La madre de Cinq-Mars, la mariscala de Effiat fue exiliada en Turena. Su hermano fue destituido y privado de sus beneficios de abad y el castillo de la familia fue demolido.
La principal consecuencia de esta conspiración fue dictada y registrada en el Parlamento: una declaración mediante la cual se privaba a Gastón de sus derechos a la regencia.